# Martin Agricola
Martin Agricola (Sorau, Silèsia, 6 de gener de 1486 – Magdeburg, antiga Prússia, 10 de juny de 1556) fou un compositor alemany, un dels primers compositors de l'església luterana.
Fill de camperols acomodats, fou un músic autodidacte que aprengué els fonaments musicals pels seus propis mitjans. El 1524 assolí un lloc com a cantor i mestre de música en la principal escola protestant de Magdeburg, càrrec on va romandre fins a la mort.
Els historiadors han trobat en les seves obres les dades més interessants que coneixem de teoria de la música de la darreria de l'edat mitjana. Va ser dels primers que abandonaren l'antic i complicat mètode alemany d'escriure la música amb lletres i xifres, substituint-lo per una notació moderna, molt més senzilla i practica; alguns dels seus contemporanis atribuïren aquesta pràctica a la ignorància del vell sistema, que el mateix Agricola confessa en la seva Musica Instrumentali.
Les seves obres poden dividir-se en composicions musicals, i tractats tècnics sobre la música; entre les primeres figuren: Melodiae Scholasticae, publicada després de la seva mort (1557) per Gottschalk, Kurtz Deutsche Musica i Mit 63 Schoenen, Lieblichen Exempeln (Wittenberg, 1558). Fou el primer compositor que harmonitzà a quatre veus la coneguda coral de Luter, Ein feste Burg, que tan admirablement adaptà Meyerbeer en la seva òpera Les Huguenots.
D'entre les obres didàctiques, en destaca la titulada Música Instrumentalis Deutsch (Wittenberg, 1528), on es troben dades molt interessants sobre els instruments antics de música i la manera de tocar-los. Del segle xvi, i juntament amb les obres de Sebastià Virdung, són les úniques fonts conservades que parlen d'aquesta matèria. Altres títols són Música Figuralis Deutsch (Wittenberg, 1528), Música Choralis deutsch (Wittenberg, 1533), Rudimenta Música; Quaestiones Vulgariores in Música; Von den Proportionibus; Deutschae Música und Gesangbüchlein; Scholia in Musicam Planam Wenceslai de Nova Domo...
En l'actualitat i en honor de Martin Agricola, la ciutat de Magdeburg té un carrer amb el seu nom.